# Грегорян, Рубен
Рубен Грегорян (англ. Rouben Gregorian; 23 октября 1915, Тифлис — 28 марта 1991, Бостон) — иранско-американский дирижёр и композитор армянского происхождения.
Сын скрипача. В возрасте одного года переехал с семьёй в Тебриз, откуда семья была родом. В Тебризе учился в армянской гимназии, затем поступил в музыкальную школу в Тегеране, совершенствовал профессиональное мастерство в Парижской консерватории. Вернувшись в Иран, стал одним из первых преподавателей созданной в 1949 г. Тегеранской консерватории, в 1949—1951 гг. возглавлял Тегеранский симфонический оркестр.
C 1952 г. жил и работал в США. В 1955 г. организовал в Бостоне Хор имени Комитаса, исполнявший армянскую музыку. В 1959—1962 гг. музыкальный руководитель и дирижёр Портлендского симфонического оркестра. Затем вернулся в Бостон, с 1964 г. дирижировал Бостонским женским симфоническим оркестром, много работал с Бостонским оркестром лёгкой музыки, руководил хорами в армянских церквях Бостона. В 1981 г. основал собственный Симфонический оркестр Новой Англии. Многолетний преподаватель Бостонской консерватории, руководил её студенческим оркестром.
Собственная музыка Григоряна, начиная с ранней Восточной сюиты (1935), была основана на национальных мотивах. Ему принадлежит также обработка Литургии Комитаса.